# 7 septembre 1927
Le mercredi 7 septembre 1927 est le 250e jour de l'année 1927.

## Naissances
- François Billetdoux (mort le 26 novembre 1991), auteur dramatique et romancier français
- Carlos Romero (mort le 28 juillet 1999), footballeur international uruguayen
- Claire L'Heureux-Dubé, avocate et juge québécoise
- Rosanna Rory, actrice italienne
- Elio Morille (mort le 21 juin 1998), rameur d'aviron italien
- Kresimir Krnjevic, neurophysiologiste et professeur québécois
- Eugen Helmlé (mort le 27 novembre 2000), écrivain et traducteur allemand
- Eduardo Herrera Riera (mort le 27 octobre 2012), prélat vénézuélien

## Décès
- Anna Goloubkina (née le 16 janvier 1864), sculptrice russe et soviétique
- Émile Vernier (né le 16 octobre 1852), graveur français

## Autres événements
- Création de la compagnie Cessna par Clyde Cessna
- Ouverture de la Ligne Kōnan
  - La gare de Nisato est ouverte aux voyageurs
  - La gare de Tachita est ouverte aux voyageurs
  - La gare de Hiraka est ouverte aux voyageurs
  - La gare de Hirosaki-Higashikōmae est ouverte aux voyageurs
  - La gare de Hirosaki est ouverte aux voyageurs
- Chine : soulèvement de la récolte d’automne organisé par Mao Zedong;